# Willi Bauer
Willi Bauer (* 14. September 1942 in Roitham am Traunfall, gest. 30. Januar 2025) war ein österreichischer Bergsteiger.

## Leben
Willi Bauer unternahm ab 1970 mehrere Expeditionen, die ihn nach Afrika, Südamerika und Asien führten. Dabei gelangen auch wichtige Erstbegehungen und Erstbesteigungen. Er war neben Kurt Diemberger der einzige Überlebende der Tragödie von 1986 am K2.
Im Jahr 1984 gelang ihm zusammen  mit Walter Bergmayr, Willi Brandecker und Reinhard Streif die Erstbesteigung des Yukshin Gardan Sar (7530 m) im Karakorum (Pakistan).

## Privates
Willi Bauer lebte in Seewalchen und war mit Ingrid verheiratet, sie hatten drei Kinder, Willi, Martina und Andrea. Willi junior verunglückte 1988 im Mont-Blanc-Gebiet.

## Alpinistische Leistungen (Auszug)
- 1970: Kilimandscharo, Begehung über eine Neuroute
- 1970: Mount Kenya, Begehung über eine Neuroute
- 1973: Anden, Südamerika, mehrere Erstbegehungen
- 1978: Nanga Parbat (8125 m, Himalaya, Pakistan), Besteigung über die Diamirflanke, ohne künstlichen Sauerstoff
- 1984: Yukshin Gardan Sar (7530 m, Karakorum, Pakistan), Erstbesteigung am 26. Juni mit Walter Bergmayr, Willi Brandecker und Reinhard Streif
- 1986: K2 (8611 m, Karakorum, Pakistan), Besteigung über den Abruzzi-Sporn, ohne künstlichen Sauerstoff